# Marie Menken
Marie Menken, née Marie Menkevicius, le 25 mai 1909 à Brooklyn et décédée le 29 décembre 1970, est une cinéaste expérimentale, artiste peintre et mondaine américaine. Elle est reconnue pour son style cinématographique unique qui incorpore le collage,.

## Biographie
Originaire de l'État de New York, Marie Menkevicius est la fille d’un couple d'immigrants catholiques originaires de Lituanie. Elle étudie à l'École des beaux-arts et des arts industriels de New York, ainsi qu'à l'Art Students League of New York, afin de se perfectionner au métier de peintre. Pour subvenir à ses besoins, elle travaille comme secrétaire au Solomon R. Guggenheim Museum avant de recevoir une bourse de Yaddo, colonie d'artistes située à Saratoga Springs, et de s'installer dans le nord de l'État de New York.
En 1931, elle rencontre Willard Maas, professeur de littérature au Wagner College de Staten Island. Le couple se marie en 1937, et s’installe au 62 Montague Street à Brooklyn. En tant que membres principaux du Gryphon Group, ils sont respectés par les cercles d'art expérimental et d'avant-garde de l'époque.
Marie Menken est reconnue pour son influence artistique sur bon nombre des principaux membres du mouvement, notamment l'artiste pop Andy Warhol ou les cinéastes expérimentaux Kenneth Anger et Stan Brakhage. Elle apparaît ainsi dans certains films d’Andy Warhol tels que Screen Tests (1964), The Life of Juanita Castro (1965) ou Chelsea Girls (1966).

## Carrière artistique
Marie Menken et son mari Willard Maas fondent  un groupe d'art d'avant-garde très respecté, le Gryphon Group, au milieu des années 1940. C'est à cette époque que l’artiste, lassée par la nature statique de la peinture sur toile, commence à expérimenter le cinéma. Elle sort son premier film, Visual Variations on Noguchi en 1945, acclamé par les cercles d'art expérimental de l'époque.
Pour ce premier essai, ainsi que pour nombre de ses films ultérieurs, elle utilise une caméra Paillard-Bolex H16 tenue et maniée à la main, ce qui contribue à la spontanéité et à l'agilité de son œuvre. Visual Variations on Noguchi est un film non narratif qui combine des plans rapides et décontextualisés des sculptures d'Isamu Noguchi, sur fond d’une musique stridente et discordante,.
 « Il n'y a pas de raison pour laquelle je fais des films. J'aimais simplement les vibrations de la machine, et comme c'était pour moi une extension de la peinture, j'ai essayé et j'ai aimé. Dans la peinture, je n'ai jamais aimé le statique, j'ai toujours cherché ce qui pouvait changer la source de lumière et la position, en utilisant des paillettes, des perles de verre, de la peinture lumineuse, donc la caméra était naturelle pour moi - mais quel prix ! ».

Marie Menken, vers 1966.
Marie Menken et le Gryphon Group produisent de nombreux courts métrages expérimentaux. La cinéaste commence à expérimenter divers types de techniques d'animation, notamment le collage et la cinématographie en stop-motion, en s’appuyant sur sa formation en peinture.
Son film Notebook (1962), tourné entre 1940 et 1962, est sans doute son film le plus connu de sa carrière. Il consiste en de courts extraits de films tournés au fil des ans, et assemblés de manière méditative,. La réalisatrice continue à créer des films qui sont à la fois influencés et commentés par les différents mouvements artistiques auxquels participent ses contemporains, notamment l'expressionnisme abstrait dans Drips in Strips (1963) et le pop art dans Andy Warhol (1964).

## Style artistique
Le style de peinture de Marie Menken utilise des supports non conventionnels, en particulier des matériaux réfléchissants comme le verre, la peinture phosphorescente et les paillettes. Elle attribue cette démarche à son désir de capturer le mouvement dans ses peintures, ce qui influence par la suite son passage au cinéma ainsi que l'accent mis sur le thème de la lumière dans ses films,.
Sa formation en peinture détermine ses expériences ultérieures en matière d'animation, de collage et de stop-motion. Le mouvement est prédominant dans ses films, qu'il soit lent et méditatif ou rapide. Contrairement à de nombreux autres films d'avant-garde de l'époque, ses premiers films sont dépourvus de tout symbolisme évident et doivent être vécus de manière purement visuelle,.
L'artiste et cinéaste s'imprègne de la théorie moderniste, de l’esprit néo-dadaïste Fluxus ou du pop art. L'évolution de sa filmographie permet de mesurer l’évolution des pratiques artistiques à New York au sortir de la Seconde Guerre mondiale.
Marie Menken est considérée comme l'une des premières cinéastes de la scène new-yorkaise à conférer une liberté élémentaire à la caméra portée, qui oscille et se déplace dans la scène,.

## Reconnaissance
En 2006, la réalisatrice autrichienne Martina Kudláček réalise le film documentaire Notes on Marie Menken. Le documentaire met en scène Kenneth Anger, Stan Brakhage, Gerard Malanga, Jonas Mekas et le neveu de Marie Menken, Joseph J. Menkevich,. Dans Sleepless Nights Stories (2011), Jonas Mekas souligne l'importance de Marie Menken dans le cinéma, qui se manifeste avec une évidence croissante, et l'inspiration qu'elle a représenté pour lui.
En 2007, le film Glimpse of the Garden (1957) de Marie Menken est sélectionné pour être conservé dans le National Film Registry par la Library of Congress,.

## Filmographie
Très prolifique, Marie Menken a également travaillé sur de nombreux films attribués au groupe Gryphon, à ses membres, tout comme à d'autres cercles de réalisateurs. Il ne s'agit donc que d'une filmographie partielle :
- 1945 : Visual Variations on Noguchi
- 1957 : Hurry! Hurry!
- 1957 : Glimpse of the Garden
- 1957 Dwightiana
- 1961 : Eye Music in Red Major
- 1961 : Arabesque for Kenneth Anger
- 1961 : Drips in Strips
- 1962 – 1964 : Go Go Go
- 1962 : Notebook
- 1964 : Wrestling
- 1964 – 1966 : Moonplay
- 1965 : Mood Mondrian
- 1965 : Andy Warhol
- 1966 : Lights
- 1966 : Sidewalks
- 1967 : Watts with Eggs
- 1968 : Excursion